# Emel (Sängerin)
Emel (* 8. Juni 1974 in Brugg), eigentlich Emel Aykanat, ist eine Schweizer Soulsängerin mit türkischen Wurzeln.

## Leben und Karriere
Im Alter von 17 Jahren tourte Emel als Background-Sängerin mit Six Was Nine und Roachford durch Europa.
Ihr erster Erfolg war 1993 als weibliche Stimme im Stück Somebody Dance With Me von DJ BoBo, worauf Auftritte in diversen Discotheken folgten. Die Singles Keep On Dancing und Everybody von DJ Bobo sang sie ebenfalls ein. Ihr erstes eigenes Album Can We Talk erschien 1996 und erreichte in der Schweiz Chartposition 26. In Deutschland wurde das Album vom Radiosender Jam FM präsentiert. In Sabrina Setlurs Song Du liebst mich nicht sang sie 1997 den Refrain.
Mit Bligg nahm sie 2001 das schweizerdeutsche Duett Alles scho mal ghört auf, welches ihr ihre erste Platzierung in den Top-10 den Schweizer Charts einbrachte. Mit Stress nahm sie 2003 den französischsprachigen Titel Juste Nous Trois für dessen Album Billy Bear auf. Im darauffolgenden Jahr nahm sie das Lied Predicto zusammen mit Bligg auf. Ausserdem sang sie auf der Tour von Fettes Brot 2005 im Backstagechor beim Lied Kuba.
Im Jahr 2004 verkündete sie die Punktzahlen der Schweiz in türkischer sowie englischer Sprache für den Eurovision Song Contest 2004, der in Istanbul stattfand.
Das Album Komm in mein Leben ist ihr erstes deutschsprachiges Album und kam 2007 auf den Markt.
Mit der im November 2011 veröffentlichten Single She bewarb sich die Sängerin für den Eurovision Song Contest 2012 in Baku. Dort wollte sie für die Schweiz antreten. Allerdings schied sie in der Schweizerischen Vorentscheidung zum Eurovision Song Contest 2012 aus. Der Song ist gleichzeitig erster Titel aus dem im März 2012 veröffentlichten neuen Album.
Emel lebt in Zürich und hat eine Tochter.

## Diskografie

### Alben
- 1996: Can We Talk
- 1999: Free
- 2007: Komm in mein Leben
- 2012: She

### Singles
- 1994: (I Love) The Way You Smile
- 1995: Slowly
- 1996: Sunshine
- 1997: On And On
- 1999: Everything
- 1999: I Found Lovin’
- 2001: Alles scho mal ghört (mit Bligg)
- 2008: Wenn es regnet
- 2011: She
- 2012: Sevda Çiçeği
- 2017: I Wonder
- 2017: Dragon
- 2020: Under the Moon

### Hintergrundgesang
- 1992: Somebody Dance With Me (von DJ BoBo)
- 1993: Keep on Dancing! (von DJ BoBo)
- 1993: Mr Dee Jay (von Nite Squad)
- 1993: Good One (von GM & The Noisemakers)
- 1994: Everybody (von DJ BoBo)
- 1994: Keep The Frequency Clear (von Major T.)
- 1997: Du liebst mich nicht (von Sabrina Setlur)
- 1997: Melody (von Marquis & Harvey Dent)
- 2003: Juste Nous Trois (von Stress)
- 2004: Predicto (von Bligg)
- 2005: Wundervoll (von Bligg)
- 2007: Lösch S’Liecht (von Bligg)
- 2020: Marschieren (von Mark Ed)

Features
- Bazen (Ezhel Feat. Emel)